# Голенко Майя Федорівна
Ма́йя Фе́дорівна Голе́нко (19 травня 1940, село Котовка Дніпропетровської області — 24 грудня 1993 Київ) — українська бандуристка, співачка (лірико-колоратурне сопрано). Народна артистка УРСР з 1990 року.

## Життєпис
У 1971 році закінчила Київську консерваторію (викладачі — Сергій Баштан, Діана Петриненко).
У 1961—1993 роках виступала у складі тріо бандуристок (разом з Тамарою Гриценко і Ніною Писаренко).
Лауреат Державної премії УРСР імені Тараса Шевченка (1975).

## Джерело
- Голенко Майя Федорівна // Мистецтво України : Біографічний довідник. / упоряд.: А. В. Кудрицький, М. Г. Лабінський ; за ред. А. В. Кудрицького. — Київ : «Українська енциклопедія» імені М. П. Бажана, 1997. — С. 160 . — ISBN 5-88500-071-9.

| Бандурист | Це незавершена стаття про бандуриста чи бандуристку. Ви можете допомогти проєкту, виправивши або дописавши її. |

| Гітара | Це незавершена стаття про співачку. Ви можете допомогти проєкту, виправивши або дописавши її. |